# Бурундуково
Бурундуково — деревня в Куйбышевском районе Новосибирской области. Входит в состав Отрадненского сельсовета.

## География
Площадь деревни — 44 гектара.

## История
В 1926 году состояла из 76 хозяйств, основное население — русские. В составе Кисилёвского сельсовета Барабинского района Барабинского округа Сибирского края. На данный момент деревня находится в составе Куйбышевского района Новосибирской области и население составляет 37 человек включая детей (на 2024 год) 
| 1926 | 2002 | 2007 | 2010 |
| ---- | ---- | ---- | ---- |
| 401  | ↘126 | ↗136 | ↘79  |

## Инфраструктура
В деревне по данным на 2007 год функционирует 1 учреждение образования.